# 李汉东
李汉東（이한동，1934年12月5日—2021年5月8日），前韩国总理。

## 生平
出生于日治时期的朝鲜京畿道，是家中最小的孩子，对上有三个哥哥。毕业于韩国首爾國立大學法学院。曾在汉城地方法院和地方检察院供职，并曾出任内务部长官，他从第十一届国会起，连续6次当选为国会议员。
1981年参与组建了韩国民主正义党，1994年任韩国国会副议长，1996年6月去职。2000年1月，李汉东退出大国家党，加入自由民主聯合，并担任总裁。
2000年5月22日韩国总统金大中提名他接替因个人财产问题引起非议而辞职的朴泰俊出任总理，2000年5月23日任代总理，2000年6月29日国会通过其总理任命，正式出任韩国总理，2002年7月10日去职，从此淡出政坛。
2021年5月8日，退休多年的李汉东在家中逝世。

## 家庭
父亲：이정호（李貞鎬），1910年1月17日－1976年2月7日（66歲） 
 母亲：채병숙（蔡秉淑），1913年9月24日－1996年4月13日（82歲） 
 大哥：이한강（李漢江）

二哥：이한웅（李漢隆）
 三哥：이한중（李漢中）

配偶：조남숙（趙南淑），1936年4月9日

长女：이지원（李智媛），1962年4月2日 

长女婿：허태수（許兌秀）

儿子：이용모（李龍模），1965年9月27日

儿媳：문지호（文志鎬）

幼女：이정원（李晶媛），1967年2月5日 

幼女婿：김재호（金載昊）